# La Revue du cinéma (1928-1949)
Ne doit pas être confondu avec La Revue du cinéma (1946-1992).
La Revue du cinéma est un magazine mensuel français consacré au cinéma et fondé par Jean George Auriol en 1928 sous le titre Du cinéma.

## Historique
Renommé en octobre 1929 (no 4) La Revue du cinéma, le magazine a pour collaborateurs André Gide, Marcel Aymé, Robert Aron, Jacques Brunius, Louis Chavance, Paul Gilson. Janine Bouissounouse en est secrétaire générale.
La publication est suspendue en 1932, après le no 29 et reparaît en 1946 chez Gallimard, toujours sous la direction d'Auriol avec, entre autres, la participation d'André Bazin, Jacques Doniol-Valcroze et Joseph-Marie Lo Duca. Sa publication cesse définitivement en octobre 1949, avec le no 20.

### Postérité
En 1951, plusieurs de ses anciens collaborateurs, emmenés par Doniol-Valcroze, créent les Cahiers du cinéma, revue dédiée à la mémoire d'Auriol mort dans un accident de voiture l'année précédente.